# Master of Orion
Master of Orion (сокр. MOO или MOO1) — компьютерная игра в жанре пошаговая стратегия. Разработана Стивеном Барсиа и выпущена в 1993 году издателем Microprose.
Цель игры — развитие империи для получения контроля над галактикой путём колонизации планет и войны с другими империями, каждая из которых имеет свои особые способности. Другой, дипломатический способ выиграть — получить на выборах большинство голосов и стать лидером объединённой галактики.

## Расы
По легенде, орионцы — древняя цивилизация, заложившая на нескольких планетах семена новых рас, с тем чтобы наблюдать за ними и изучать их развитие. Эта цивилизация таинственно исчезла, и уже очень давно никто не встречал представителей этой древней расы.
Новые расы, созданные орионцами, это:
- Люди (Human) — отличные торговцы и дипломаты
- Саккры (Sakkra) — похожая на ящериц раса с высочайшей способностью к воспроизводству
- Мрршане (Mrrshan) — матриархальная кошачья раса с отличными боевыми инстинктами
- Алкари (Alkari) — птицеподобная раса с природным талантом к пилотированию
- Булрати (Bulrathi) — раса похожих на медведей существ, неодолимых в наземных боях
- Псилоны (Psilon) — раса четырёхруких существ, чрезвычайно интеллектуальных и технически развитых
- Клаконы (Klackon) — раса инсектоидов, обладающая коллективным разумом и имеющая бонус к производству
- Дарлоки (Darlok) — метаморфы, способные принимать облик любой органической расы, непревзойдённые в саботаже и шпионаже
- Меклары (Meklar) — раса киборгов, которые могут контролировать бо́льшее число заводов на душу населения, чем представители остальных рас (+2 фабрики на ед. населения)
- Силикоиды (Silicoid) — раса разумных кристаллов, способных колонизировать планеты с любой атмосферой

Спустя тысячи лет после исчезновения орионцев эти десять рас в секторе Ориона (этот район галактики назван по имени древней расы) получили знание о космических полётах. В начале игры игрок выбирает, за какую расу он будет играть, и управляет её борьбой с другими расами за господство в галактике.

## Игровой процесс
Геймплей Master of Orion, как и близких ей Civilization, Colonization, Master of Magic, Cavewars, включает в себя экономическую, научную, военную и дипломатическую составляющие. Игра происходит в пошаговом режиме.
Игрок управляет одной из империй (всего в игре действует от 2 до 6 империй), борющихся за господство в Галактике. Разных империй одной и той же расы не существует, так что слова «империя» и «раса» в игре могут считаться синонимами. Лидер империи обладает 2 свойствами, одно из которых определяет его внешнюю, а другое внутреннюю политику.
Галактика состоит из нескольких десятков звёзд, расположение которых перед каждой игрой генерируется случайным образом. Каждая звезда имеет одну планету (иногда встречаются звёзды без планет). Существуют разные типы звёзд (различающиеся цветом — красные, жёлтые, фиолетовые и так далее) и планет (земного типа, океанические, ядовитые, покрытые тундрой и другие).

### Экономика
Экономическая сторона игры реализована несколько проще, чем в Civilization. Каждая из контролируемых игроком планет имеет несколько параметров, главными из которых являются население и объём промышленного производства. Население зависит от типа планеты (на планетах земного типа можно разместить больше жителей, чем на пустынных или бесплодных). Возможна пересылка населения между планетами с помощью транспортных кораблей. Производство зависит от населения планеты, числа заводов (англ. factories) на ней и уровня развития промышленных технологий. Суммарная мощность распределяется между 5 областями:
- Ship — строительство кораблей (игрок может указать, каких именно; в зависимости от трудоемкости, за один ход может быть произведено несколько кораблей либо, наоборот, строительство одного корабля растягивается на несколько ходов);
- Def — строительство защитных сооружений — ракетных баз и планетарных щитов;
- Ind — строительство заводов, которые повышают уровень производства планеты (максимальное число заводов зависит от населения планеты);
- Eco — улучшение окружающей среды планеты, которое очищает её от промышленного загрязнения (если загрязнение достигнет высокого уровня, планета станет нежизнеспособной) и повышает прирост населения;
- Tech — производство RP (англ. research points — единицы исследования).

Планеты также приносят денежный доход, выражающийся в BC (англ. billion credits). Он расходуется на содержание кораблей и ракетных баз, шпионаж и контршпионаж.

### Технологическое развитие
RP, поступающие со всех планет империи, суммируются. Игрок распределяет их между 6 сферами:
- Computers (компьютерные технологии);
- Construction (конструирование);
- Force Fields (силовые поля);
- Planetology (планетология);
- Propulsion (двигатели и топливо);
- Weapons (оружейные технологии).

В каждой сфере можно выбрать одну из нескольких предложенных технологий. Таким образом, одновременно исследуется до 6 технологий — по одной в каждой сфере. Скорость разработки зависит от вложенных в неё RP и расы (например, люди быстрее исследуют силовые поля, меклары — компьютеры, а учёные псилонов одинаково успешны в каждой сфере). Никакая раса не может изучить все технологии: набор технологий, доступных для изучения, случайным образом определяется в начале игры (но самый полный набор всегда у псилонов). Недоступные для изучения технологии можно получить от других империй путём обмена или грабежа.

### Конструирование кораблей
Master of Orion была одной из первых игр, в которых были реализованы конструирование кораблей и тактические бои.
Игрок конструирует корабли, самостоятельно выбирая для них уровень брони, боевой компьютер, двигатели, оружие и так далее. Число доступных для выбора предметов зависит от уровня соответствующих технологий. Набор компонент очень многообразен, и многотысячная армия кораблей может стать бесполезной из-за появления у противника новой технологии. Серьёзным ограничением является то, что одновременно может существовать не более 6 типов кораблей; для создания нового надо удалить один из предыдущих вместе с относящимися к нему кораблями.

### Военные действия
Тактические бои проходят в пошаговом режиме и начинаются, если на орбите одной планеты оказываются флоты 2 империй, не имеющих друг с другом договора о ненападении (при этом они не обязательно должны воевать друг с другом). Корабли одного типа действуют как один юнит (как в Heroes of Might and Magic). Помимо кораблей, в бою участвуют планетарные ракетные базы. Во время боя можно атаковать вражеские корабли или бомбить планету; также всегда есть возможность отступить (корабль возвращается к ближайшей планете).
Если флот находится над вражеской планетой, можно приказать ему бомбить планету (это уменьшает её население и разрушает заводы).
Для захвата планеты необходимо послать на неё транспорты с населением. После высадки на планету, начнётся сражение с другой расой, в котором решающую роль играют численность обеих армий и определённые технологии (кроме того, расовый бонус имеют булрати). После захвата планеты можно получить некоторые технологии врага (зависит от количества неразрушенных фабрик, что является основной причиной не делать бомбардировки). Однако, если флот уничтожил колонию до высадки десанта на планету, все посланные войска погибнут при посадке.

### Дипломатия
В Master of Orion дипломатия играет очень большую роль. По сравнению с Civilization появилась возможность самому начинать переговоры (в Civilization надо было ждать, пока кто-то другой предложит начать переговоры, либо посылать к другим нациям специальный юнит — дипломата). Дипломатия позволяет заключать и разрывать договор о ненападении (англ. Non-agression Pact), союз (англ. Alliance), мирный договор (в случае, если идёт война), торговый договор (который со временем начинает приносить прибыль обеим империям), подстрекать к нападению на другую расу, обмениваться технологиями, предлагать врагу дань. Всё это делает дипломатию важной составляющей игры.
Уровень взаимоотношений двух рас (от «кровной вражды» до «гармонии») сильно влияет на результаты переговоров.
Когда колонизированы 2/3 всех планет Галактики, происходит заседание Галактического Совета, на котором из двух лидеров наиболее многочисленных рас выбирается лидер Новой Республики, который выигрывает игру. Если никто из претендентов не получает 2/3 голосов, игра продолжается, а выборы повторяются позже. В случае избрания лидера, игроку-человеку задаётся вопрос, принимает ли он такое правление (даже если победил он сам). В случае ответа «да» игра заканчивается. В случае ответа «нет» все остальные игроки объединяются в союз и объявляют игроку-человеку войну до полного уничтожения. Возможность ведения дипломатических переговоров при этом навсегда отключается, а все ресурсы союзников, включая научные, объединяются.

### Шпионаж
Также большую роль играет шпионаж. Игрок решает, какую сумму денег направить на шпионаж против конкретной расы или контршпионаж (англ. Security). Шпионаж бывает двух видов — Espionage (научный шпионаж, похищение технологий) и Sabotage (уничтожение заводов и ракетных баз планеты, усиление недовольства на ней). С помощью саботажа можно спровоцировать восстание на планете, а в перспективе — революцию во всей вражеской империи (когда половина планет расы находится в руках повстанцев), в ходе которой к власти приходит новый лидер, при котором взаимоотношения со всеми империями временно становятся нейтральными.
Обнаружение шпионской деятельности сильно ухудшает взаимоотношения держав и может привести к войне между ними. Иногда, в случаях особенно успешных операций, появляется возможность подставить другую расу.

### Планета Орион и Страж
Руины Ориона хранят в себе сведения о технологиях, которые могут дать любой расе преимущество над другими, но Орион охраняется Стражем — автоматическим кораблём, более сильным, чем могут построить игроки, и нападающим на все посещающие Орион корабли. После того, как Страж будет уничтожен, атакующий сможет контролировать планету, которая даёт огромный бонус в развитии технологий, получить недоступную другим способом технологию «смертельный луч» и ещё несколько случайных (как правило, хороших) технологий. Кроме этого, на выборах императора руководители рас более склонны голосовать за владельца Ориона. Но не стоит обольщаться, если после битвы со Стражем ресурсов у игрока осталось совсем немного.

## Отзывы и критика
| Русскоязычные издания | Русскоязычные издания |
| Издание               | Оценка                |
| --------------------- | --------------------- |
| Game.EXE              | 4,5 из 5              |

## В культуре
- Писатель-фантаст Сергей Лукьяненко использовал некоторые детали галактики Master of Orion (в частности, названия и характеристики рас) в своих произведениях «Линия грёз», «Императоры иллюзий» и «Тени снов».